# Самедов, Фуад Ибрагим оглы
Фуад Ибрагим оглы Самедов (азерб. Fuad İbrahim oğlu Səmədov; 9 июля 1926 — 22 декабря 1969) — азербайджанский советский геолог.
Кандидат геолого-минералогических наук (1960).
В 1952—1960 гг. работал на нефтяном промысле в посёлке Нефтяные Камни, главный геолог месторождения. Затем заместитель директора Института разработки нефтяных и газовых месторождений АН Азербайджанской ССР. Автор монографий «Нефтяные Камни» (1959) и «Нефтяная гидрогеология Апшеронского архипелага» (1966, в соавторстве с Л. А. Буряковским).
Лауреат Ленинской премии в области техники (1961) в составе коллектива азербайджанских специалистов, за комплексное освоение морских нефтяных месторождений в Азербайджанской ССР.